# Jean-Philippe Saint-Geours
Jean-Philippe Saint-Geours (geb. 31. Juli 1947) war ein französischer Staatsbeamter und Unternehmer.

## Lebenslauf
Geboren als Sohn von Jean Saint-Geours, der der ältere Bruder von Frédéric und Yves Saint-Geours ist, studierte Jean-Philippe Saint-Geours zunächst Jura und wurde dann am IEP Paris und später an der französischen Verwaltungshochschule ENA diplomiert.
Er trat zunächst in den Staatsdienst ein und wurde dort Beamter im Ministerium für Wirtschaft und Finanzen. In den 1970er Jahren nahm er an der Ausarbeitung des Wirtschaftsprogramms von François Mitterrand teil, als dieser Präsidentschaftskandidat war. Ab 1981 Mitarbeiter des Kabinetts des Premierministers Pierre Mauroy wurde er u. a. mit der Organisation der Weltausstellung 1989 beauftragt, die jedoch abgesagt wurde. Von 1983 bis 1989 war er Generaldirektor der Opéra de Paris.
1989 wechselte er in die Privatwirtschaft: Maurice Lévy übertrug ihm die Leitung der Branche „Médias et Régies“ von Publicis. Später wechselte er in die Personalberatung für Führungskräfte und bekleidete verschiedene Führungspositionen bei Heidrick & Struggles. Zusätzlich wurde er Teilhaber und Geschäftsführer von „Leaders Trust International“. 2010 wurde er zum Vorsitzenden von „ENA Entreprise“ gewählt.
Jean-Philippe Saint-Geours ist Mitbegründer der Agentur für Führungspersonal Altopartners, war von 2009 bis 2014 deren Präsident und ist seitdem im Ruhestand.

## Veröffentlichungen
- Le Théâtre national de l'Opéra à Paris, Paris: Hrsg.: Presses universitaires de France, Paris 1992, ISBN 2-13-044497-0
- Christophe Tardieu, Jean-Philippe Saint-Geours: L'Opéra de Paris : coulisses et secrets du Palais Garnier. Hrsg.: Plon. Paris 2015, ISBN 978-2-259-23019-3